# Apprends-moi (chanson de Superbus)
Pour les articles homonymes, voir Apprends-moi.
Singles de Superbus
Nelly Mes défauts
Pistes de Lova Lova
Call Girl Keyhole
Apprends-moi est le quatrième single extrait de Lova Lova, quatrième album du groupe français Superbus. 

## Historique et enjeux
Les influences des années 1980, tant revendiquées par Jennifer Ayache sur cet album, sont particulièrement présentes dans ce titre. 
Après une promo plutôt "chaotique", expliquée sûrement par le changement de label du groupe en juillet 2009, la chanson Nelly, single passé quasi inaperçu sur les radios, laisse place à Apprends-moi. Les fans du groupe, unanimes devant le choix de cette chanson en tant que single, espèrent qu'elle fera remonter l'album Lova Lova dans les charts.
Le titre entre en playlist sur NRJ le 11 septembre 2009 et sur Virgin Radio le 18 septembre 2009. La version "radio edit" est commercialisée sur les plateformes de téléchargement légal le 28 septembre 2009.
Apprends-moi sera le huitième des dix-sept singles de Superbus à connaitre un support physique le 30 novembre 2009 (d'abord prévue pour le 9 novembre 2009). En face B, on retrouve le deuxième single promotionnel de l'album, le titre Lova Lova.
À un mois de sa sortie, le single gagne encore 3 places et est 19e.
Après plus de deux mois de la sortie du single, il est à la 39e position et chute très faiblement grâce à des ventes assez importantes

## Le clip vidéo
Le clip réalisé par Mark Maggiori a été tourné les 17 et 18 septembre 2009 à Andrésy. Une cinquantaine de fans, sélectionnés sur casting, a eu la chance de s'y voir offrir un rôle de figuration. Le tournage s'est déroulé dans l'ancien collège Saint-Exupéry, ayant jadis été celui des producteurs et aujourd'hui désaffecté. Une salle de classe y a été réhabilitée, ainsi que la "salle de spectacle" où se déroule la scène finale du clip.
Le clip est diffusé pour la première fois sur le site AlloClips le mardi 13 octobre 2009.
Ce tournage de clip est celui que le groupe a préféré.